# Истина
 Тази статия е за философското понятие.  За българския вестник вижте Истина (вестник).  
Истината е философско понятие, което няма едно-единствено определение, но най-често се дефинира като твърдение, изказване, в съответствие с фактите или действителността. Специфични дефиниции на истината се използват в математиката, логиката, философията на науката, правото и религията. В разговорния език означава искреност в действията. Противоположното на истина е лъжа.
Във философията няма общоприето определение на термина и съществуват множество различни понятия за истината, както и възгледи за това кои обекти/твърдения/изказвания/заключения могат да бъдат истинни или неистинни, за начините за определяне на истинността и за това дали истината е субективна, относителна, обективна или абсолютна.
Съответствие с действителността (семантична теория за истина) е, когато 'P' е вярно, ако и само ако P е вярно, или когато абстрактната идея съответства на нейния реален обект (кантианска епистемология), абсолютната истина (метафизика) е източникът на всичко, от което всичко произлиза, тя съдържа в себе си възприемаемите качества и характеристики, или когато едно заключение е направено вярно (логика).

## Видове истина

### Абсолютна истина
Абсолютната истина не се разглежда като процес, тя е статична, неизменна. Познанието на абсолютната истина е това, към което трябва да се стреми философията, въпреки че като цяло се наблюдава отдалечаване на съвременната философия от онтологическите въпроси. Човешкият разум винаги ще бъде ограничен в определени рамки, и няма да има възможност да разкрие напълно абсолютната истина.
В някои религии, в частност християнската се твърди, че абсолютната истина се открива сама на човека, тъй като абсолютната истина това е самият Бог. Философските системи са ограничени, защото са създадени от човешкия разум, който също е ограничен. Един пример за абсолютна истина може да бъде изказването на Декарт: „Мисля, значи съществувам“ (на латински: Cogito, ergo sum).

### Относителна истина
Относителната истина е философско понятие, което утвърждава, че абсолютната истина е труднодостижима, дори невъзможна. Съгласно тази теория е възможно само приближаване до абсолютната истина, като при това приближаване се създават нови представи, а старите отпадат. Създава се динамика, при която истината зависи от отделни обстоятелства и периоди. Теориите, утвърждаващи съществуването на абсолютната истина, често се наричат метафизика, а теориите за относителната истина – релативизъм. Понятието относителна истина се използва в учението за диалектиката. Разновидност на относителната истина е справедливостта, правдата. Тя винаги отразява текущото ниво на нашето знание за природата на явленията.

### Обективна истина
За обективна истина обикновено се говори в правото. Това е такава истина, която по съдържание не зависи от субекта. Трябва да се отбележи, че по форма обаче винаги зависи. Хората могат да съществуват и да се развиват само благодарение на обективната истина за процесите, явленията, структурите и формите на материята. Без обективна истина не може да има субект, който да разсъждава, да я търси и доказва, не може изобщо да има познание. Мисловните процеси поради своя субективизъм са идеални процеси, родени от материалната реалност и подвластни на нея като нейно отражение. Обективните материални структури служат за изграждането на символи, термини, понятия и категории. Материалната обективна истина и реалност съществува извън и независимо от човека.

### Субективна истина
Субективната истина е винаги пречупена през погледа на човек. В определени случаи субективната истина може да се доближава, и дори да съвпада с обективната.

## Истина в логиката
Логиката се занимава с моделите на разума, които могат да помогнат да разберем дали дадено предположение е истина или не. Въпреки това, логиката не се занимава с истината в абсолютния смисъл, както например метафизиката. Логиците използват формален език, за да изразят истини, от които те се интересуват, и в този смисъл може да се говори за истина само в определено тълкуване или истина в някоя логическа система.
Логичната истина (наричана също аналитична истина или необходима истина) е положение, което е вярно във всички възможни светове или при всички възможни тълкувания, в контраст с факт (наричан също необходимо и достатъчно условие), който е верен само в този свят, тъй като се е разгърнал исторически.

## Истина в математиката
Има два основни подхода към истината в математиката. Те са теория на моделите и теория на доказателствата. Исторически погледнато, с развитието през деветнадесети век на Булевата алгебра математическите модели на логиката започват да третират истината, представена като Т или 1, като произволна константа. Неистината е произволна константа, която може да бъде представена като F или 0. Тези символи могат да бъдат манипулирани в съответствие с набор от аксиоми и правила, често давани под формата на таблица с булеви изрази.
В началото на ХХ век в математиката за истинни се приемат тези положения, които са доказуеми във формална аксиоматична система. Това разбиране отпада с развитието на положения и изявления, които са истинни, но не могат да бъдат доказани в рамките на системата.
В края на ХХ век се достига до изграждане на специфични Диофантови уравнения, за които не се знае дали имат решение, или дори ако имат, не е ясно дали са краен или безкраен брой решения. По принцип континуум хипотезата не може да бъде доказана или опровергана с използване на стандартните аксиоми на теорията на множествата. По мнението на някои, след това е също толкова разумно да се вземе континуум хипотезата или нейното отрицание като нова аксиома.

## Истина в религията
В хиндуизма, а също така и в будизма, а и изобщо в много източни учения, въпреки техните различия, по въпроса за истината тяхната позиция е практически една и съща. Истината − това е преди всичко думата, словото на Учителя, указваща правилния Път към спасението. Ако се признае концепцията за душата, то словото на Учителя води към спасение на човешката душа. Ако наличието на душа се отрича, отрича се или се поставя под въпрос древнокитайската традиция, истината е преодоляването на илюзията, в полза на образа на действителността, търси се Пътя за възстановяване на световната хармония. Като обобщение може да се каже, че в древноизточните учения истината, това е пътя към спасението, пътя към знанието.
Към аналогична позиция се придържат и последователите на исляма, убедени в това, че думите на пророка Мохамед, изложени в Корана, са ключ към блаженото съществуване след смъртта. Отстъпление от тези думи неминуемо води към гибел. В юдаизма и исляма истината е спасителният Закон.
Християнството разглежда като истина не абстрактната идея или някакво материално явление, а самата личност на Исус Христос и неговите думи:„Аз съм пътят, истината и животът.“ В този смисъл, за пример може да се даде поведението на Пилат, който пита Христос със скептицизъм: „Какво е истината?“. Посоката на волята на разумните същества е насочена или към истината и вечния живот, или към лъжата, смъртта и небитието. Възкресението Христово ражда надежда за изкупуване на човешките грешки и поправяне на човешката природа. По този начин и в Християнството истината е спасението, като то е в личността на Христос.
Истината удовлетворява потребностите на човека, чрез неговите три най-важни съставки: дух, душа и разум. Духът живее в познанието и знанието е за него истина. Разумът систематизира знанието, затова истината става и закон. Душата, това е любовта, чувствата и техен обект е личността.